# Ярошенко, Александр Сергеевич
Александр Сергеевич Ярошенко (21 сентября 1962, Харьков — 13 сентября 1999, Дагестан) — советский и российский офицер, штурман. Герой Российской Федерации (19.04.2000, посмертно). Майор.

## Биография
В 1979 году окончил среднюю школу №2 в Ворошиловграде, также учился в школе юных космонавтов.
В 1979—1984 гг. учился в Ворошиловградском высшем военном авиационном училище штурманов, затем служил в вертолётном авиационном полку (Торжок, Московский военный округ), c 1990 года — на командном пункте ВВС Северо-Кавказского военного округа (Ростов-на-Дону). В 1992—1993 гг. участвовал в боевых действиях на таджико-афганской границе. В 1994—1996 гг. пять раз был в командировках на Северном Кавказе.
С 7 августа 1999 г. участвовал в боевых действиях в Дагестане против бандформирований, вторгшихся из Чечни. Проявил мужество и героизм в боях, умело исполнял обязанности авианаводчика, точно наводя авиацию по целям в расположении бандформирований.
13 сентября 1999 года в Новолакском районе Дагестана в составе подразделения спецназа Внутренних войск МВД России принял бой с превосходящими силами боевиков. Выполнял боевую задачу по наведению авиации, обеспечивал связь с командованием, своими действиями обеспечил спасение окружённых. Был ранен, погиб в этом бою.
Похоронен на кладбище «Острая могила» (Луганск, Украина).
За мужество и героизм, проявленные при выполнении воинского долга в Северо-Кавказском регионе, майору Ярошенко Александру Сергеевичу Указом Президента Российской Федерации от 19 апреля 2000 года присвоено звание Героя Российской Федерации посмертно.

## Награды
- медаль «Золотая Звезда» Героя России (№ 634, 19.4.2000)
- орден Мужества (1999)
- медали.

## Память
- На зданиях средних школ № 2 и № 20 Луганска установлены мемориальные доски.